# Bărlojnița, Sofia
Bărlojnița (în bulgară Бърложница) este un sat în comuna Slivnița, regiunea Sofia,  Bulgaria. 

## Demografie
Componența etnică a satului Bărlojnița
     Bulgari (97,53%)
     Nicio identificare (2,46%)
     Altele (0%)
La recensământul din 2011, populația satului Bărlojnița era de 81 locuitori. Din punct de vedere etnic, majoritatea locuitorilor (97,53%) erau bulgari. Pentru 2,46% din locuitori nu este cunoscută apartenența etnică.